# Mabudzane
Mabudzane is een dorp in het district North-East in Botswana. De plaats telt 563 inwoners (2011).